# Clippesby
Clippesby – wieś w Anglii, w hrabstwie Norfolk, w dystrykcie Great Yarmouth. Leży 21 km na wschód od Norwich i 175 km na północny wschód od Londynu.
Miejscowość liczy 120 mieszkańców.